# Dendronephthya suluensis
Dendronephthya suluensis is een zachte koraalsoort uit de familie Nephtheidae. De koraalsoort komt uit het geslacht Dendronephthya. Dendronephthya suluensis werd in 1966 voor het eerst wetenschappelijk beschreven door Verseveldt. 